# Jan Steyaert
Jan Steyaert (Ukkel, 21 april 1964) is een Belgisch bio-ingenieur en moleculair bioloog. Steyaert is professor biochemie aand de Vrije Universiteit Brussel en meest bekend voor zijn werk rond nanobodies voor gebruik in structuurbiologie, omics en geneesmiddelenontwerp.

## Onderzoek
Samen met Els Pardon ontwikkelde Steyaert niet-invasieve technieken om proteïnen in beeld te brengen door gebruik te maken van de door Raymond Hamers en Cécile Casterman ontdekte nanolichamen.

## Praktische toepassingen
Alhoewel Steyaerts vooral fundamenteel onderzoek doet is zijn primair doel goede geneesmiddelen op de markt te brengen en werkgelegenheid te creëren in Vlaanderen.

## Prijzen
- In 2016 ontving Steyaert de Prous Institute-Overton and Meyer Award for New Technologies in Drug Discovery van de European Federation for Medicinal Chemistry and Chemical Biology[3] voor zijn for his pionierswerk in nanolichaam-gebaseerde structuurbiologie.
- In 2022 won Steyaert voor zijn onderzoek naar antistoffen de Jacob and Louise Gabbay Award uitgereikt door Brandeis-universiteit in Boston.[4]

- ORCID: 0000-0002-3825-874X
- ResearcherID: H-4662-2011